# Cheimerius
Cheimerius is een geslacht van straalvinnige vissen uit de familie van zeebrasems (Sparidae). Het geslacht is voor het eerst wetenschappelijk beschreven in 1938 door Smith.

## Soorten
- Cheimerius matsubarai Akazaki, 1962
- Cheimerius nufar (Valenciennes, 1830) – Nufar-zeebrasem